# Plik wykonywalny
Plik wykonywalny, plik uruchamialny (ang. executable) – plik, który może być uruchomiony bezpośrednio w środowisku systemu operacyjnego. Zawiera instrukcję w postaci pozwalającej na jej zrealizowanie przez komputer.
Plik wykonywalny przechowuje przeważnie binarną reprezentację instrukcji konkretnego typu procesora. Oprócz tego znajdują się w nim zwykle wywołania systemowe, dlatego pliki wykonywalne zazwyczaj są właściwe nie tylko dla danego procesora, ale też dla danego systemu operacyjnego. Nie dotyczy to sytuacji, kiedy zawierają formę pośrednią, która do uruchomienia wymaga interpretera lub maszyny wirtualnej – takie pliki mogą być zwykle uruchamiane na różnych systemach komputerowych.
Specyficzną odmianą plików wykonywalnych są skrypty powłoki. Zarówno w systemie DOS, jak i w systemach uniksowych pliki takie można uruchamiać bezpośrednio, jak każdy inny program (np. wpisując jego nazwę w wierszu poleceń).
Zależnie od przyjętej konwencji nazwy plików wykonywalnych mogą wyróżniać się rozszerzeniem, tak jak np. w DOS i Windows przyjęte zostało rozszerzenie .com i .exe (stąd popularne określenie egzek). W systemach uniksowych natomiast pliki wykonywalne mają ustawiony atrybut wykonywalności oznaczany literą x.
W nowoczesnych architekturach plik wykonywalny zawiera informacje, które nie są częścią samego programu, tak jak informacje o środowisku wymaganym przez program, informacje o debugowaniu i inne porządkowe dane używane przez system operacyjny do uruchamiania programu.
Obecnie rozróżnienie między programem w formie źródłowej (która zwykle jest czytelna dla człowieka) a jego formą wykonywalną jest coraz mniej wyraźne, gdyż proces kompilacji lub interpretowania, przekształcający pierwszą formę w drugą, może być przeprowadzony automatycznie. Dlatego też pojęcie pliku wykonywalnego zostało rozszerzone, obejmując nie tylko instrukcje maszynowe, ale też dowolny plik, który może być wykonany w danym środowisku bez ingerencji użytkownika. Mimo to pliki zawierające język interpretowany zwykle nadal są określane skryptami.